# Felipa Palacios
Felipa Alicia Palacios Hinestroza (née le 1er décembre 1975 à Bojayá) est une athlète colombienne, spécialiste du sprint.

## Biographie
En 1995 aux Jeux panaméricains, elle est finaliste sur les épreuves individuelles du 100 mètres et du 200 mètres, et décroche deux médailles de bronze aux deux relais 4 × 100 m et 4 × 400 m. Sélectionnée aux championnats du monde, elle finit septième du 100 m et participe au record d'Amérique du Sud, 43 s 42, en séries du 4 × 100 en compagnie d' Elia Mera, Patricia Rodríguez et Mirtha Brock.
En 1996 elle remporte le 200 mètres des championnats ibéro-américains en 22 s 93, mais échoue en séries des Jeux olympiques d'Atlanta. Par la suite, dans les compétitions majeures, elle s'alignera surtout sur le demi-tour de piste, sans faire mieux qu'une demi-finale à Sydney. En revanche elle accumule titres et podiums lors des différents championnats d'Amérique du Sud et autres 
championnats ibéro-américains.
En 1997 elle égale en 11 s 31 le record de Colombie du 100 mètres d'Amparo Caicedo.
Elle établit ses records personnels en 2005 à l'occasion des Jeux bolivariens d'Armenia. Elle y réalise deux records nationaux : 11 s 18 au 100 m et 22 s 85 au 200 m.
En relais, elle fait partie des deux équipes ayant réalisé 43 s 03, une première fois en 2004 à Bogota derrière l'équipe brésilienne qui bat le record sud-américain en 42 s 97 et la seconde fois en 2005 lors des séries des championnats du monde avant de finir sixième en finale.

### Palmarès
| Date | Compétition                                      | Lieu                 | Résultat | Épreuve   | Performance     |
| ---- | ------------------------------------------------ | -------------------- | -------- | --------- | --------------- |
| 1995 | Jeux panaméricains                               | Mar del Plata        | 3e       | 4 × 100 m | 44 s 10         |
| 1995 | Jeux panaméricains                               | Mar del Plata        | 3e       | 4 × 400 m | 3 min 38 s 54   |
| 1995 | Championnats du monde                            | Göteborg             | 7e       | 4 × 100 m | 44 s 61         |
| 1996 | Championnats ibéro-américains                    | Medellín             | 1re      | 200 m     | 22 s 93 A       |
| 1996 | Championnats ibéro-américains                    | Medellín             | 2e       | 4 × 100 m | 44 s 17 A       |
| 1997 | Championnats d'Amérique centrale et des Caraïbes | San Juan             | 2e       | 200 m     | 23 s 36         |
| 1997 | Championnats d'Amérique centrale et des Caraïbes | San Juan             | 2e       | 4 × 100 m | 44 s 29         |
| 1997 | Championnats d'Amérique du Sud                   | Mar del Plata        | 2e       | 100 m     | 11 s 48 w       |
| 1997 | Championnats d'Amérique du Sud                   | Mar del Plata        | 1re      | 200 m     | 23 s 20         |
| 1997 | Championnats d'Amérique du Sud                   | Mar del Plata        | 1re      | 4 x 100 m | 44 s 58         |
| 1997 | Championnats d'Amérique du Sud                   | Mar del Plata        | 1re      | 4 x 400 m | 3 min 36 s 71   |
| 1998 | Jeux d'Amérique centrale et des Caraïbes         | Maracaibo            | 3e       | 200 m     | 23 s 07         |
| 1998 | Jeux d'Amérique centrale et des Caraïbes         | Maracaibo            | 2e       | 4 × 100 m | 44 s 39         |
| 1999 | Championnats d'Amérique du Sud                   | Bogota               | 2e       | 200 m     | 22 s 97 A       |
| 1999 | Championnats d'Amérique du Sud                   | Bogota               | 1re      | 4 × 100 m | 44 s 12 A       |
| 1999 | Jeux panaméricains                               | Winnipeg             | 3e       | 200 m     | 23 s 05         |
| 1999 | Jeux panaméricains                               | Winnipeg             | 5e       | 4 × 100 m | 43 s 86         |
| 2000 | Championnats ibéro-américains                    | Rio de Janeiro       | 1re      | 200 m     | 23 s 18         |
| 2000 | Championnats ibéro-américains                    | Rio de Janeiro       | 1re      | 4 × 100 m | 44 s 81         |
| 2000 | Championnats ibéro-américains                    | Rio de Janeiro       | 1re      | 4 × 400 m | 3 min 34 s 51   |
| 2001 | Championnats d'Amérique du Sud                   | Manaus               | 1re      | 200 m     | 23 s 36         |
| 2001 | Championnats d'Amérique du Sud                   | Manaus               | 2e       | 4 × 100 m | 45 s 43         |
| 2001 | Championnats d'Amérique du Sud                   | Manaus               | 2e       | 4 × 400 m | 3 min 40 s 27   |
| 2002 | Championnats ibéro-américains                    | Guatemala            | 1re      | 200 m     | 22 s 76 A w     |
| 2002 | Championnats ibéro-américains                    | Guatemala            | 2e       | 4 × 100 m | 44 s 44 A       |
| 2002 | Championnats ibéro-américains                    | Guatemala            | 2e       | 4 × 400 m | 3 min 33 s 35 A |
| 2004 | Championnats ibéro-américains                    | Huelva               | 2e       | 200 m     | 23 s 77         |
| 2004 | Championnats ibéro-américains                    | Huelva               | 2e       | 4 × 100 m | 43 s 79         |
| 2004 | Championnats ibéro-américains                    | Huelva               | 3e       | 4 × 400 m | 3 min 33 s 95   |
| 2005 | Championnats d'Amérique du Sud                   | Cali                 | 2e       | 200 m     | 23 s 14         |
| 2005 | Championnats d'Amérique du Sud                   | Cali                 | 1re      | 4 × 100 m | 43 s 17         |
| 2005 | Championnats d'Amérique du Sud                   | Cali                 | 2e       | 4 × 400 m | 3 min 36 s 95   |
| 2005 | Championnats du monde                            | Helsinki             | 6e       | 4 × 100 m | 43 s 07         |
| 2006 | Championnats ibéro-américains                    | Ponce                | 1re      | 200 m     | 23 s 03         |
| 2006 | Championnats ibéro-américains                    | Ponce                | 3e       | 4 × 100 m | 44 s 79         |
| 2006 | Jeux d'Amérique centrale et des Caraïbes         | Carthagène des Indes | 2e       | 4 × 100 m | 44 s 32         |
| 2007 | Championnats d'Amérique du Sud                   | São Paulo            | 2e       | 100 m     | 11 s 43         |
| 2007 | Championnats d'Amérique du Sud                   | São Paulo            | 2e       | 200 m     | 23 s 10         |
| 2007 | Championnats d'Amérique du Sud                   | São Paulo            | 2e       | 4 × 100 m | 44 s 68         |
| 2007 | Championnats d'Amérique du Sud                   | São Paulo            | 2e       | 4 × 400 m | 3 min 43 s 52   |
| 2008 | Championnats d'Amérique centrale et des Caraïbes | Cali                 | 2e       | 4 × 100 m | 43 s 56         |
| 2009 | Championnats d'Amérique du Sud                   | Lima                 | 2e       | 100 m     | 11 s 79         |
| 2009 | Championnats d'Amérique du Sud                   | Lima                 | 1re      | 4 × 100 m | 44 s 18         |
| 2009 | Championnats d'Amérique centrale et des Caraïbes | La Havane            | 2e       | 4 × 100 m | 43 s 67         |

### Records
| Épreuve    | Performance  | Lieu    | Date         |
| ---------- | ------------ | ------- | ------------ |
| 100 mètres | 11 s 18 (RN) | Armenia | 18 août 2005 |
| 200 mètres | 22 s 85 (RN) | Armenia | 19 août 2005 |
| 400 mètres | 52 s 97      | Funchal | 28 juin 2002 |